# Josh Binstock
Josh Binstock, né le 22 janvier 1981 à Toronto, est un joueur de beach-volley canadien. Il a participé aux Jeux olympiques d'été de 2012 avec Martin Reader. Il participe aussi aux Jeux olympiques d'été de 2016 avec Sam Schachter.